# J.J. McCarthy (giocatore di football americano)
Jonathan James McCarthy (La Grange Park, 20 gennaio 2003) è un giocatore di football americano statunitense che milita nel ruolo di quarterback per i Minnesota Vikings della National Football League (NFL).

## Carriera universitaria

### Stagione 2021
Considerato uno dei migliori quarterback in uscita dalle scuole superiori, McCarthy si iscrisse per giocare nel college football per i Wolverines dell'Università del Michigan nel maggio 2019. Il 4 settembre 2021 debuttò contro Western Michigan completando 4 passaggi su 6 per 80 yard, incluso un passaggio da touchdown da 69 yard per Daylen Baldwin. In quella stagione disputò 11 partite, principalmente come riserva, completando 34 passaggi su 59 per 516 yard, 5 touchdown e 2 intercetti.

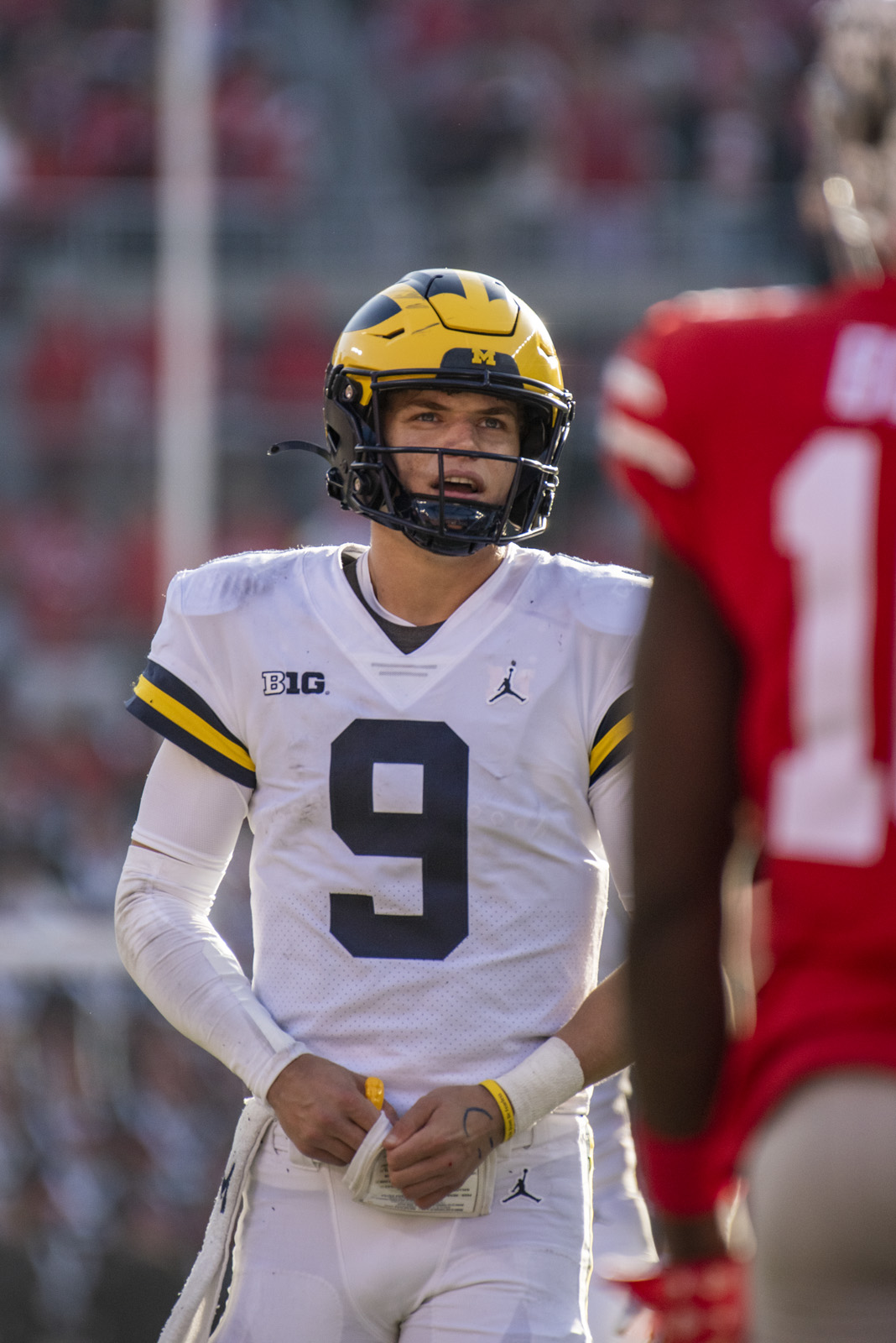
McCarthy contro Ohio State nel 2022

### Stagione 2022
Prima della stagione 2022, McCarthy competé con Cade McNamara per il ruolo di quarterback titolare. Prima del primo turno, il capo-allenatore Jim Harbaugh annunciò che la competizione era chiusa almeno per le prime due partite e che McNamara sarebbe partito come titolare.
McCarthy partì come titolare e giocò la maggior parte del primo tempo della gara contro Hawaii, completando 11 passaggi su 12 per 229 yard e 3, portando i Wolverines in vantaggio per 42–0 alla fine del primo tempo. Nella conferenza stampa dopo la partita, Harbaugh annunciò che McCarthy sarebbe partito come titolare contro UConn nella settimana 3 e aggiunse: "È il titolare da qui in avanti."
McCarthy completò 15 passaggi su 18 contro UConn per 214 yard, 18 su 26 contro Maryland per 220 yards e 18 su 24 contro Iowa per 155 yard. Contro Indiana l’8 ottobre completò 28 passaggi su 36 per 304 yard, 2 touchdowns e un intercetto su un pallone deviato. McCarthy portò così la squadra da imbattuta allo scontro con i rivali di Ohio State il 26 novembre. Passò 263 yard, tre touchdown e ne segnò un quarto su corsa nella vittoria per 45–23. Nel Fiesta Bowl completò 20 passaggi su 34 per un nuovo primato personale di 343 yard, con due touchdown e due intercetti, entrambi ritornati in touchdown dagli avversari, nella sconfitta per 51–45 contro TCU nelle semifinali dei College Football Playoff. La sua stagione si chiuse con 2.719 yard passate, 22 touchdown e 5 intercetti.

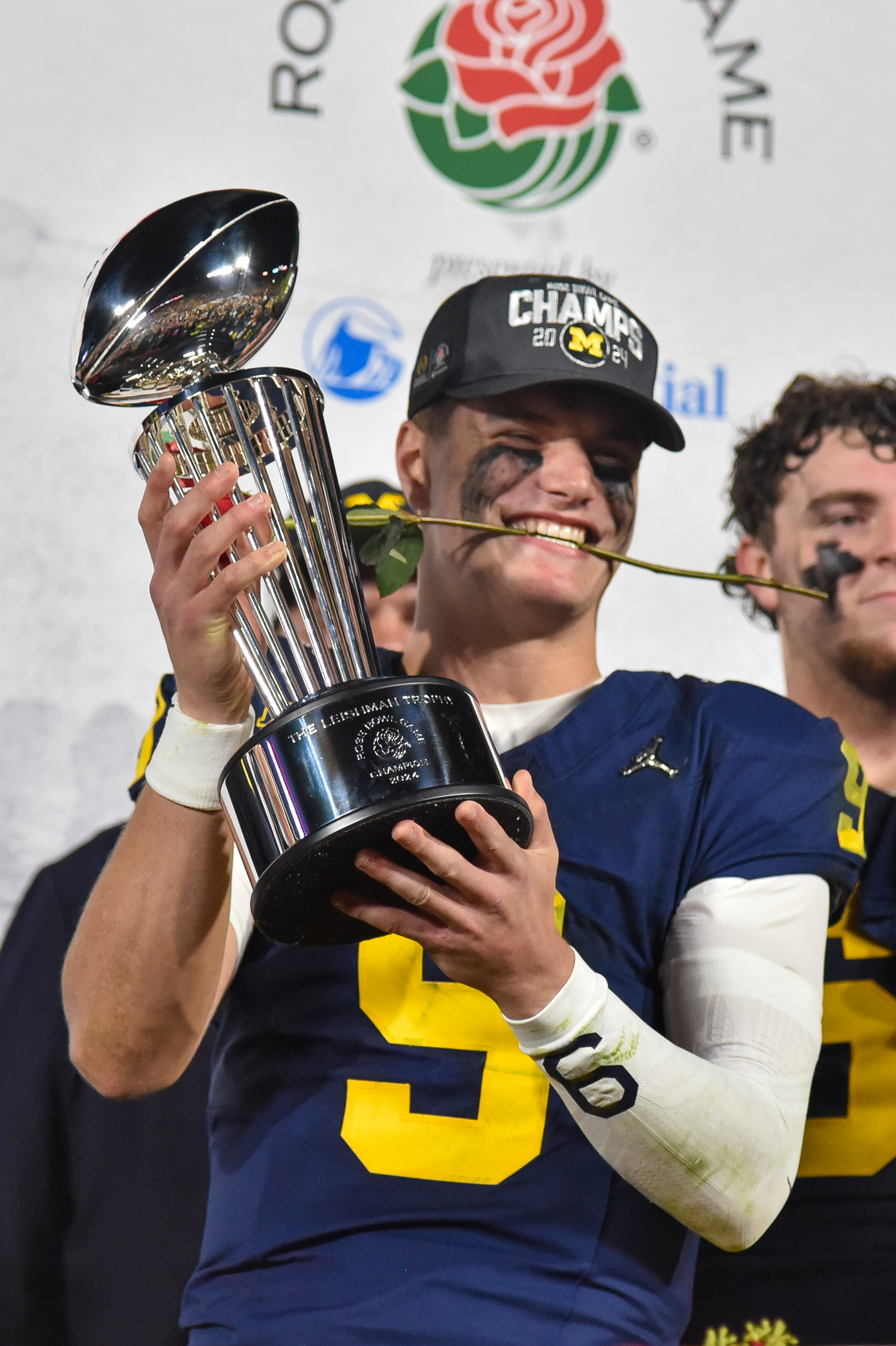
McCarthy mentre festeggia la vittoria del Rose Bowl 2024

### Stagione 2023
Il 2 settembre 2023 contro East Carolina, McCarthy passò 280 yard e 3 touchdown. La sua percentuale di completamento dell’86,7% fu la seconda migliore della storia dell’istituto, dietro a Elvis Grbac e al suo 90,9% (20 su22) contro Notre Dame il 14 settembre 1991.
Il 7 ottobre contro Nebraska, McCarthy completò 12 passaggi su 16 per 156 e 2 touchdown, con i quali raggiunse Todd Collins al nono posto nella stora dell’istituto. Il 4 novembre, contro Purdue, con 335 yard passate superò Tom Brady al nono posto nella storia dei Wolverines.
Il 25 novembre, contro Ohio State, con 148 yard passate superò Shea Patterson  al settimo posto della storia di Michigan. Il 1º gennaio 2024, contro Alabama nel Rose Bowl, completò 17 passaggi su 27 per 221 yard e 3 touchdown nella vittoria per 27-20 ai tempi supplementari, venendo nominato miglior giocatore dell’incontro. L’8 gennaio 2024, contro Washington nella finale di campionato, completò 10 passaggi su 18 per 140 yard nella vittoria per 34–13, portando Michigan alla vittoria del suo primo titolo dal 1997.

## Carriera professionistica

### Minnesota Vikings
McCarthy era considerato uno dei migliori quarterback selezionabili nel Draft NFL 2024. Il 25 aprile 2024 fu chiamato come decimo assoluto dai Minnesota Vikings.
Dopo una prima partita di pre-stagione positiva, il 13 agosto 2024 fu annunciata per McCarthy la rottura del menisco del ginocchio destro. Il giorno successivo fu confermato che a seguito dell'intervento chirurgico il quarterback avrebbe saltato l'intera stagione.